# Nukleon
Nukleon (lat. och eng. nucleus=kärna) kallas en partikel som ingår i en atomkärna (nuklid). Det är alltså en sammanfattande benämning på protoner och neutroner, dvs. både protonen och neutronen kallas var för sig för nukleon i och med att de ingår i atomen. Det sammanlagda antalet nukleoner i en nuklid är lika med dess masstal.
Som de andra baryonerna består nukleoner av tre kvarkar, men endast av upp- och ner-kvarkar. Protonen är uud, neutronen är udd. Båda är fermioner med spinn ½. En fri neutron är lite tyngre än en fri proton och sönderfaller genom β-emission med en halveringstid på 12 minuter. Protonen är stabil.
Både protonen och neutronen har ett magnetiskt dipolmoment.